# Грб Иванова
Грб Иванова је званични симбол града и једног од административних дијелова Ивановске области — града Иванова. Грб је званично усвојен 22. маја 1996. године.

## Опис грба
На азурно (плавом) пољу - млада жена у сребрној кошуљи са златном огрлицом, и у црвеној хаљини, по врху украшеној златом бојом, са тамноцрвеним покривалом главе украшена златом и сребреним велом на глави, сједи и гледа надесно. Иза њеног десног кољена појављује златна преслица са сребрном вуном за чешљање. Она својом десном руком преде вуну са преслице, а точак који се налази испод ње, покреће лијевом руком.

## Галерија
- Грб Иваново-Возњесенска из 1873.
- Грб Иваново-Возњесенска из 1887.
- Грб Иванова 
 (1970—1996)
- Савремени грб Иванова од 1996.